# Staatsanwaltschaft (Liechtenstein)
Die Staatsanwaltschaft (StA) ist im Fürstentum Liechtenstein eine Verwaltungsbehörde "sui generis", die für die Strafverfolgung und -vollstreckung zuständig ist und als solche ein Teil der Rechtspflege ist. Sie wird auch mit dem Begriff Anklagebehörde bezeichnet.

## Historische Entwicklung
Bis 1913 wurde im Fürstentum Liechtenstein noch das Inquisitionsverfahren angewendet, bei dem Untersuchung, Anklage und Entscheidung in einer Strafsache durch einen Richter erfolgte. Es bestand keine Staatsanwaltschaft. Mit Fürstlicher Verordnung vom 19. Mai 1914 wurde nach österreichischem Vorbild (StPO von 1873) die Untersuchung und Anklageerhebung in Strafsachen einem Staatsanwalt überantwortet.
Im Zeitraum von 1914 bis 1978 war in Liechtenstein nur eine Person als Staatsanwalt beschäftigt, die auch zugleich als Richter beim Fürstlichen Landgericht tätig war (in Teilzeit). Die Funktion eines Staatsanwalt-Stellvertreters wurde zeitweise auch von Beamten der Regierung ausgeübt. 1978 wurde der erste vollamtliche Staatsanwalt bestellt. Im Jahre 1980 wurde ein zweiter Planposten für einen Staatsanwalt und 1988 ein dritter geschaffen. Die Funktion eines Leiters der Staatsanwaltschaft wurde erst im August 2000 geschaffen (§ 19 StPO, Art 5 StAG).

### Staatsanwaltschaftsgesetz
Aufgrund internationaler Beispiele, Vorgaben und Empfehlungen wird zunehmend eine von politischen Einflüssen unabhängige und unparteiliche Staatsanwaltschaft gefordert. Siehe hierzu zum Beispiel:
- Beschluss des 8. UN-Kongresses über Verbrechensprävention vom 27. August/7. September 1990,
- Standards der internationalen Vereinigung der Staatsanwälte (IAP) laut Beschluss vom 29. April 1999,
- Empfehlung des Europarates vom 6. Oktober 2000,
- Empfehlung des Europarates vom 6. April 2004,
- Stellungnahme Nr. 4 des Konsultativrates der Europäischen Staatsanwälte (CCPE) vom 8. Dezember 2009.

Die Liechtensteinische Legislative hat auf Vorschlag der Regierung auf diese internationalen Beispiele, Vorgaben und Empfehlungen reagiert und 2010 versucht durch ein Staatsanwaltschaftsgesetz, welches am 1. Februar 2011 in Kraft getreten ist, diese Standards teilweise umzusetzen.

## Aufgaben
Die Hauptaufgabe der Staatsanwaltschaft in Liechtenstein ist es, im Rahmen der ihr durch Gesetz oder Staatsvertrag zugewiesenen Kompetenzen die Interessen des Landes in der Rechtspflege, vor allem in der Strafrechtspflege, zu wahren und zu schützen (Art 2 StAG). Hierzu gehört auch, dass die Staatsanwaltschaft die Einhaltung der Grundrechte und der rechtsstaatlichen Prinzipien im Strafverfahren mitüberwacht. Als Besonderheit hat die liechtensteinische Staatsanwaltschaft gemäss dem Zollvertrag mit der Schweiz auch in bestimmten Fällen bei den zuständigen Gerichten in der Schweiz aufzutreten.
Der Staatsanwaltschaft obliegt gemäss Art 2 StAG zur Erfüllung ihrer Aufgaben die Leitung des Ermittlungsverfahrens ("Herrin des Ermittlungsverfahrens"), die Erhebung der Anklage beim Strafgericht (Anklagegrundsatz) und die Vertretung der Anklage.
Die Aufgaben der Staatsanwaltschaft in Liechtenstein lassen sich in vier Bereiche einteilen:
- Ermittlung,
- Anklage
- Diversion
- Sonstige Aufgaben

### Ermittlungsbehörde
Sobald die Staatsanwaltschaft durch Anzeige oder auf anderem Wege von dem Verdacht einer Straftat Kenntnis erhält, hat sie zum Zwecke der Entschliessung darüber, ob öffentliche Klage zu erheben sei, die Aufgabe, den Sachverhalt zu erforschen. Dabei soll sie auch Gesichtspunkte ermitteln, die in die Ermessensausübung des Gerichts für die Bestimmung der Rechtsfolge der Tat einzustellen sind. Die Staatsanwaltschaft ist gehalten, nicht nur belastende, sondern auch entlastende Umstände zu erforschen und diese später gleichermassen zu berücksichtigen. Dies hat zu der gern zitierten Bezeichnung als „objektivste Behörde der Welt“ geführt (nach Franz von Liszt, vgl. aber das Originalzitat).
Zur Wahrnehmung dieser Aufgabe hat die Staatsanwaltschaft die Befugnis, von allen Behörden Auskunft zu verlangen und auch teilweise Ermittlungen von Behörden und Beamten des Polizeidienstes vornehmen zu lassen. Einige Standardbefugnisse der Staatsanwaltschaft sind in der Strafprozessordnung besonders geregelt.
Die erforderliche Ermittlungsarbeit wird in der Regel auf Anordnung von anderen Strafverfolgungsbehörden, insbesondere der Polizei übernommen.

### Anklagebehörde
Kommt die Staatsanwaltschaft durch ihre Erforschungen zu der Überzeugung, dass ein hinreichender Tatverdacht des Beschuldigten besteht, reicht sie eine Anklageschrift oder einen Bestrafungsantrag beim zuständigen Gericht ein (Legalitätsprinzip). Andernfalls stellt die Staatsanwaltschaft das Verfahren ein.
Die Staatsanwaltschaft ist keine Partei im Strafprozess und arbeitet weder mit dem Gericht zusammen noch gegen den Angeklagten oder seinen Strafverteidiger.

### Richterähnliche Aufgaben
Zum 1. Januar 2007 wurden auch in Liechtenstein die Diversion nach dem Vorbild aus Österreich rezipiert und normiert.
Durch die Bestimmungen in den §§ 22a bis 22m StPO kann die Staatsanwaltschaft nun auch im Rahmen der Diversion eine den Strafanspruch des Staates materiell endgültig erledigende Entscheidung treffen. Eine solche Entscheidung ist eine Form der Ausübung richterlicher Gewalt.

### Sonstige Aufgaben
Die Mitwirkung der Staatsanwälte ist in den
- §§ 158, 159 und 164c ABGB (Verfahren auf Bestreitung der Ehelichkeit eines Kindes sowie der Feststellung der Vaterschaft) und
- staatsvertraglich im Rahmen des Zollvertrags mit der Schweiz als Mitwirkungspflichten im Rahmen einschlägiger Gerichtsverfahren in der Schweiz,

vorgesehen.

## Organisation
Staatsanwälte sind in Liechtenstein neben den Richtern Organe der Rechtspflege (nicht jedoch die Rechtsanwälte bzw. Strafverteidiger).
Rechtsgrundlagen für die Arbeit der Staatsanwaltschaft sind in erster Linie das Staatsanwaltschaftsgesetz (StAG) und die Strafprozessordnung (StPO).

### Unvereinbare Tätigkeiten
Die Staatsanwälte dürfen ausserhalb ihres Dienstverhältnisses keine Tätigkeiten ausüben (Art 41 Abs. 1 StAG):
- die das Ansehen oder die Unabhängigkeit ihres Amtes beeinträchtigen oder
- die sie bei der Erfüllung ihrer Dienstpflichten behindern oder
- die sonstige wesentliche dienstliche Interessen gefährden könnten.

Sie dürfen (Art. 41 Abs. 2 und 3 StAG):
- weder dem Landtag, noch
- der Regierung angehören,
- keine Funktion eines Gemeindevorstehers oder
- eines Gemeinderates einer liechtensteinischen Gemeinde[7]
- weder als Rechtsanwalt, noch
- als Patentanwalt, noch
- als Treuhänder oder
- Vermögensverwalter

tätig sein.

### Dienstrecht
Das Dienstrecht der nicht-staatsanwaltlichen Angestellten richtet sich nach den Vorschriften des Staatspersonalgesetzes, soweit im StAG nichts anderes vorgesehen ist (Art 25 StAG).

### Sitz und Leitung der Behörde
Der Sitz der liechtensteinischen Staatsanwaltschaft ist in Vaduz. Leiter der Staatsanwaltschaft in Liechtenstein ist aktuell StA Dr. Robert Wallner.

### Weisungsrecht
Die Staatsanwaltschaft ist als Organ der Exekutive von den Gerichten unabhängig und den Richtern weder übergeordnet noch unterstellt. Sie ist im Gegensatz zu den Gerichten nicht absolut unabhängig, sondern hierarchisch gegliedert und nur funktional unabhängig. An ihrer Spitze steht der Leiter der Staatsanwaltschaft. Innerhalb dieser Hierarchie bestehen von unten nach oben Berichtspflichten sowie Weisungsbefugnisse von oben nach unten.
Um der speziellen Situation und Aufgaben der Staatsanwälte gerecht zu werden, müssen diese teilweise unabhängig gestellt werden (Art 4 Abs. 2 StAG). Die Unabhängigkeit gilt also nicht absolut, wie bei den Richtern. Gemäss Art 8 und 9 StAG können folgende Weisungen erteilt werden, die auch befolgt werden müssen (Art 37 StAG):
- generelle Weisungen an die gesamte Staatsanwaltschaft;
- interne Weisungen durch den Leiter der Staatsanwaltschaft;
- externe Weisung Weisungen an den Leiter der Staatsanwaltschaft durch die Regierung.[9]

Grundsätzlich ausgenommen von solchen Weisungen sind Anordnungen (Art 8 StAG – siehe jedoch unten „Kritik“):
- zur Zurücklegung der Anzeige,
- zur Einstellung des Verfahrens,
- zum Rücktritt von der Verfolgung infolge Diversion,
- zur Zurückziehung der Anklage und
- zur Abstandnahme von der Erhebung eines Rechtsmittels zum Nachteil des Beschuldigten.

Jede Weisung ist zu begründen. Internen Weisungen sind auf Verlangen schriftlich auszufertigen oder müssen schriftlich nachgeholt werden.

### Innere Organisation
Die liechtensteinische Staatsanwaltschaft wird von einem Leiter der Staatsanwaltschaft geführt (Art 5 StAG). Dieser wird durch einen Stellvertreter und die anderen Staatsanwälte sowie eine Geschäftsstelle für die Kanzlei- und Schreibarbeiten unterstützt. Die Staatsanwälte arbeiten grundsätzlich selbständig im Rahmen der Geschäftsverteilung (Art 4 StAG; Art 10 StAG) in ihnen zugeteilten Abteilungen (Art 6 StAG).
Durch die vorab festgelegte Geschäftsverteilung soll
- eine möglichst gleichmässige Auslastung aller Staatsanwälte bewirkt werden und
- nach dem für die Gerichtsbarkeit geltenden Grundsatz des gesetzlichen Richters im Voraus feststehen, welcher Staatsanwalt für welche Strafsache zuständig ist.

Die Geschäftsverteilung wird vom Leiter der Staatsanwaltschaft jährlich festgelegt und ist der Öffentlichkeit in geeigneter Weise zur Kenntnis zu bringen (Art 10 Abs. 4 StAG).
Die liechtensteinische Regierung übt die Dienstaufsicht über die Staatsanwaltschaft aus und hat daher in alle Unterlagen und Berichte grundsätzlich ein Einsichtsrecht (grundlegend Art 17 StAG).

#### Dienstaufsicht
Die Dienstaufsicht innerhalb der Behörde obliegt primär dem Leiter der Staatsanwaltschaft. Die Dienstaufsicht über den Leiter der Staatsanwaltschaft obliegt der Regierung. (Art 20 StAG). Der Leiter der Staatsanwaltschaft ist das zuständige Dienstaufsichtsorgan und hat von Amtes wegen oder aufgrund einer Dienstaufsichtsbeschwerde (Art 21 StAG) die notwendigen Schritte einzuleiten, sofern Probleme feststellbar sind.
Hierzu hat der Leiter der Staatsanwaltschaft ein Weisungsrecht und kann Berichtspflichten anordnen (Art 21 Abs. 2 StAG).

#### Revision
Wichtige staatsanwaltschaftliche Entscheidungen könne einer Überprüfung (Revision) unterzogen werden. Nach dem Vier-Augen-Prinzip wird von einem anderen Staatsanwalt diese Entscheidung geprüft und gegengezeichnet. Insbesondere soll nicht ein Staatsanwalt dem Gericht gegenüber in bestimmten schweren Strafsachen alleine eine endgültige Erklärung abgeben.
Grundsätzlich erfolgt die Revision durch den Leiter der Staatsanwaltschaft. Er kann diese Aufgabe jedoch auch an einen anderen Staatsanwalt delegieren (Art 11 StAG).

#### Berichtspflicht
Es wird in
- Berichtspflicht der Staatsanwälte an den Leiter der Staatsanwaltschaft,
- Spontanberichte an die Regierung und
- Jahresberichte,

unterschieden.
Die Berichtspflicht gemäss Art 21 Abs. 2 StAG der Staatsanwälte an den Leiter der Staatsanwaltschaft können zum Beispiel wegen Beschwerden wegen ungebührlichen Benehmens bei der Ausübung von Amtshandlungen oder wegen Verweigerung oder Verzögerung der Rechtspflege angeordnet werden.
Spontanberichte hat die Staatsanwaltschaft von Amts an den zuständigen Regierungsmitglied als auch den Regierungschef zu erstatten, wenn dies von besonderem öffentlichen Interesse ist (Art 13 Abs. 1 StAG). Eine Berichtspflicht über Strafsachen besteht auch dann, wenn gegenüber den Mitgliedern des Landtages, der Regierung, des Gemeindevorstehers oder eines Gemeinderates ermittelt wird und ein Zusammenhang mit einer politischen Tätigkeit nicht von vornherein ausgeschlossen werden kann (Art 13 Abs. 2 StAG).
Die liechtensteinische Staatsanwaltschaft hat jährlich einen zusammenfassenden Bericht (Jahresbericht) innerhalb der festgelegten Frist der Regierung zuhanden des Landtages zu erstatten (Art 14 StAG). Darin ist ein Überblick über die Tätigkeit und die Belastung der Staatsanwaltschaft mit Statistiken über den Geschäftsanfall anzuführen. Es könne auch Änderungsvorschläge in diesem Jahresbericht aufgenommen werden (Art 13 Abs. 2 und 3 StAG).

### Tagebuch
Im Tagebuch der Staatsanwaltschaft werden die Akte des Staatsanwaltes (Verfügungen, Erklärungen, Anträge, Erledigungen) ersichtlich gemacht (Art 15 StAG). Es dient unter anderem auch der Feststellung des Verfahrensstandes, Verfahrensganges und Verfahrensinhaltes (Art 15 Abs. 2 bis 6 StAG). Das Tagebuch kann auch als Grundlage von Dienstaufsichtsbeschwerden herangezogen werden. Daher haben jene Einrichtungen, die ein allfälliges straf- oder disziplinarrechtliches Verhalten eines Staatsanwaltes oder ein Amtshaftungsbegehren zu beurteilen haben, im dafür erforderlichen Umfang ein Einsichtsrecht in die Tagebücher (Art 17 Abs. 1 StAG).

## Kritik
- Das System der Weisungsbefugnis an die Staatsanwälte in Liechtenstein geht grundsätzlich davon aus, dass die an das Legalitätsprinzip gebundene Regierung keine gesetzwidrige Weisung in einer Einzelstrafsache gegen das Einstellungsvorhaben der Staatsanwaltschaft erteilen wird.[12]
- Der Landesfürst kann mit dem ihm zustehenden Begnadigungsrecht gemäss Art 12 Landesverfassung iVm Art 8 Abs. 5 StAG auf die staatsanwaltliche Tätigkeit Einfluss nehmen (zum Beispiel aus Gründen der Staatsräson).[13]
- Die Regierung kann das Dienstverhältnis eines Staatsanwaltes nach Art 28 Abs. 3 StAG kündigen, wegen „unbefriedigender Arbeitserfolge“ oder „pflichtwidrigen Verhaltens“ in oder ausserhalb der Dienstverrichtung.
- Der Leiter der Staatsanwaltschaft muss im Hinblick auf die Eignung der Bewerber gehört werden und kann auch bei mehreren Bewerbern einen begründeten Besetzungsvorschlag erstatten (Art 32 Abs. 2 StAG). Die Regierung stellt die Staatsanwälte jedoch ohne Bindung an den Besetzungsvorschlag des Leiters der Staatsanwaltschaft an (Art 32 Abs. 3 StAG).
- Es bestehen verschiedene Möglichkeiten, Staatsanwälte (oder Anwärter) länger auf Eignung zu prüfen: zum Beispiel wird der staatsanwaltliche Vorbereitungsdienst nach Ende der Ausbildungszeit nach drei Jahren automatisch aufgelöst (Art 28 Abs. 1 StAG), ohne dass eine Weiterbeschäftigung garantiert ist. Es können die Dienstverträge mit Staatsanwälten gemäss Art 34 Abs. 2 StAG für die Dauer von drei Jahren mit einer Möglichkeit der Verlängerung um zwei weitere Jahre befristet werden.
- Der Regierung kann nach Art 50 Abs. 1 StAG Staatsanwälte aus "betrieblichen oder wirtschaftlichen Gründen" kündigen. Bezüglich einer solchen Kündigung ist nach Art 50 Abs. 2 StAG der betroffene Staatsanwalt und der Leiter der Staatsanwaltschaft vor der Kündigung lediglich anzuhören.[14]
- Die Regelung in Art 33 Abs. 3 StAG, nach der, neben liechtensteinischen Staatsbürgern, ausschliesslich österreichische oder schweizerische Staatsbürger als Staatsanwälte eingestellt werden dürfen, stellt im Hinblick auf Art 4 EWR-Abkommen eine direkte Diskriminierung (aufgrund der Staatsangehörigkeit) dar und ist daher nicht rechtfertigbar. Werden andere als liechtensteinische Staatsbürger zu hoheitlichen Tätigkeiten in Liechtenstein zugelassen, darf diesbezüglich keine Beschränkung auf österreichische und schweizerische Staatsbürger stattfinden, sondern es müssen alle für diese Aufgabe qualifizierten (siehe Art 26 ff StAG) EWR-Bürger zugelassen werden.
- Greco hat 2020 empfohlen:[15]
  - dass die Anstellungserfordernisse nach Artikel 33 Abs. 1 lit. c) Staatsanwaltschaftsgesetz über die uneingeschränkte persönliche und fachliche Eignung näher konkretisiert werden,
  - dass ein Verhaltenskodex eingeführt wird,
  - dass Staatsanwälte Schulungen erhalten sollen, die sich mit dem Thema Ethik und Integrität befassen,
  - dass Bedienstete der Staatsanwaltschaft bei Bedarf vertrauliche Beratung in Anspruch nehmen können sollen.